# 沙克都尔
沙克都尔（？—1677年），清朝蒙古王公，四子部落人，鄂木佈曾孙，巴拜之子，博尔济吉特氏。
康熙三年（1664年），沙克都尔承袭四子王旗札萨克多罗达尔汉卓哩克图郡王。康熙十四年（1675年），驻牧宣府（今河北省张家口市宣化区）。布尔尼策动察哈尔左翼四旗毁边私逃，他将此事奏告清廷，以功赐御服貂裘。派属下额布根毕里克等擒获喀尔喀右翼旗镇国公扎穆素叛卒，以功受赏。